# Anthony de Countie
Anthony de Countie (ou Anthony Conti, Anthony de Conti, Anthony de County) est un compositeur et luthiste de la Renaissance, actif au XVIe siècle à la cour des Tudor en Angleterre, et l'un des principaux luthistes de l'ère élisabéthaine.

## Origines
Selon David Lasocki, Anthony de Countie pourrait être un musicien espagnol d'origine juive, mais il était plus probablement italien, car il avait une femme italienne, Lucretia, et il habita avec un autre italien, Francis Jetto, entre 1565 et 1571.

## Carrière
Anthony de Countie est employé comme luthiste de la cour d'Angleterre de 1550 à 1579,. 
Il occupe donc le poste de royal lewter (luthiste royal) durant les règnes successifs de trois souverains de la Maison Tudor, à savoir Édouard VI, Marie Ire (également connue sous le nom de Marie Tudor) et Élisabeth Ire, mais il y a une période (1557-1564) où on le perd de vue.
La cour élisabéthaine compte de nombreux musiciens durant les années 1560 et 1570, mais seul de Countie est spécifiquement identifié comme luthiste,,.
Il est également cité parmi les joueurs de virginal mais n'en était probablement pas un.
À la mort d'Anthony de Countie en 1579, John Jonson est engagé pour le remplacer comme royal lewter,, grâce à l'appui de Robert Dudley, comte de Leicester.

## Œuvres
Aucune musique n'a survécu qui puisse être attribuée avec certitude à Countie,.

## Discographie
- Paul O'Dette
  - The Royal Lewters - Harmonia Mundi 2002